# Жоза-і-Тушєн
Жо́за-і-Тушє́н (кат. Josa i Tuixén) - муніципалітет, розташований в Автономній області Каталонія, в Іспанії. Знаходиться у районі (кумарці) Алт-Уржель провінції Льєйда, згідно з новою адміністративною реформою перебуватиме у складі Баґарії (округи) Ал Пірінеу і Аран.

## Населення
Населення міста (у 2007 р.) становить 172 особи (з них менше 14 років - 7%, від 15 до 64 - 69,8%, понад 65 років - 23,3%). У 2006 р. народжуваність склала 1 особа, смертність - 1 особа, зареєстровано 0 шлюбів. У 2001 р. активне населення становило 72 особи, з них безробітних - 9 осіб.

Серед осіб, які проживали на території міста у 2001 р., 132 народилися в Каталонії (з них 75 осіб у тому самому районі, або кумарці), 11 осіб приїхало з інших областей Іспанії, а 3 особи приїхали з-за кордону. 

Університетську освіту має 9,4% усього населення. 

У 2001 р. нараховувалося 59 домогосподарств (з них 30,5% складалися з однієї особи, 28,8% з двох осіб,16,9% з 3 осіб, 13,6% з 4 осіб, 6,8% з 5 осіб, 3,4% з 6 осіб, 0% з 7 осіб, 0% з 8 осіб і 0% з 9 і більше осіб).

Активне населення міста у 2001 р. працювало у таких сферах діяльності : у сільському господарстві - 14,3%, у промисловості - 7,9%, на будівництві - 19% і у сфері обслуговування - 58,7%. 

 У муніципалітеті або у власному районі (кумарці) працює 35 осіб, поза районом - 32 особи.

### Безробіття
У 2007 р. нараховувалося 5 безробітних (у 2006 р. - 3 безробітних), з них чоловіки становили 60%, а жінки - 40%.

## Економіка

### Підприємства міста

#### Промислові підприємства
| \| Промислові підприємства міста, за сферою діяльності \| Промислові підприємства міста, за сферою діяльності \| Промислові підприємства міста, за сферою діяльності \| \| Рік \| 2002 р. \| 2001 р. \| \| --------------------------------------------------- \| --------------------------------------------------- \| --------------------------------------------------- \| \| Енергетичні та водні ресурси \| *% \| *% \| \| Хімія та метали \| *% \| *% \| \| Переробка металів \| *% \| *% \| \| Продукти харчування \| *% \| *% \| \| Текстиль \| *% \| *% \| \| Виробництво меблів, видання \| *% \| *% \| \| Інше \| *% \| *% \| \| Усього підприємств \| 0 \| 0 \| |         |         |
| Промислові підприємства міста, за сферою діяльності |         |         |
| Рік | 2002 р. | 2001 р. |
| Енергетичні та водні ресурси | *%      | *%      |
| Хімія та метали | *%      | *%      |
| Переробка металів | *%      | *%      |
| Продукти харчування | *%      | *%      |
| Текстиль | *%      | *%      |
| Виробництво меблів, видання | *%      | *%      |
| Інше | *%      | *%      |
| Усього підприємств | 0       | 0       |

#### Роздрібна торгівля
| \| Підприємства роздрібної торгівлі міста, за сферою діяльності \| Підприємства роздрібної торгівлі міста, за сферою діяльності \| Підприємства роздрібної торгівлі міста, за сферою діяльності \| \| Рік \| 2002 р. \| 2001 р. \| \| ------------------------------------------------------------ \| ------------------------------------------------------------ \| ------------------------------------------------------------ \| \| Продукти харчування \| 0% \| 0% \| \| Одяг та взуття \| 0% \| 0% \| \| Товари для дому \| 0% \| 0% \| \| Книги та періодичні видання \| 0% \| 0% \| \| Промислова хімічна продукція \| 0% \| 0% \| \| Продукція, пов'язана з транспортними засобами \| 0% \| 0% \| \| Інше \| 100% \| 100% \| \| Усього підприємств \| 2 \| 2 \| |         |         |
| Підприємства роздрібної торгівлі міста, за сферою діяльності |         |         |
| Рік | 2002 р. | 2001 р. |
| Продукти харчування | 0%      | 0%      |
| Одяг та взуття | 0%      | 0%      |
| Товари для дому | 0%      | 0%      |
| Книги та періодичні видання | 0%      | 0%      |
| Промислова хімічна продукція | 0%      | 0%      |
| Продукція, пов'язана з транспортними засобами | 0%      | 0%      |
| Інше | 100%    | 100%    |
| Усього підприємств | 2       | 2       |

#### Сфера послуг
| \| Підприємства міста, що працюють у сфері послуг, за діяльністю \| Підприємства міста, що працюють у сфері послуг, за діяльністю \| Підприємства міста, що працюють у сфері послуг, за діяльністю \| \| Рік \| 2002 р. \| 2001 р. \| \| ------------------------------------------------------------- \| ------------------------------------------------------------- \| ------------------------------------------------------------- \| \| Гуртова торгівля \| 0% \| 0% \| \| Готелі та готельний бізнес \| 81,8% \| 81,8% \| \| Транспорт та зв'язок \| 9,1% \| 9,1% \| \| Посередницькі фінансові послуги \| 0% \| 0% \| \| Послуги підприємствам \| 0% \| 0% \| \| Послуги фізичним особам \| 9,1% \| 9,1% \| \| Нерухомість та ін. \| 0% \| 0% \| \| Усього підприємств \| 11 \| 11 \| |         |         |
| Підприємства міста, що працюють у сфері послуг, за діяльністю |         |         |
| Рік | 2002 р. | 2001 р. |
| Гуртова торгівля | 0%      | 0%      |
| Готелі та готельний бізнес | 81,8%   | 81,8%   |
| Транспорт та зв'язок | 9,1%    | 9,1%    |
| Посередницькі фінансові послуги | 0%      | 0%      |
| Послуги підприємствам | 0%      | 0%      |
| Послуги фізичним особам | 9,1%    | 9,1%    |
| Нерухомість та ін. | 0%      | 0%      |
| Усього підприємств | 11      | 11      |

## Житловий фонд
У 2001 р. 1,7% усіх родин (домогосподарств) мали житло метражем до 59 м2, 8,5% - від 60 до 89 м2, 66,1% - від 90 до 119 м2 і
23,7% - понад 120 м2.

З усіх будівель у 2001 р. 0,6% було одноповерховими, 1,2% - двоповерховими, 98,1
% - триповерховими, 0% - чотириповерховими, 0% - п'ятиповерховими, 0% - шестиповерховими,
0% - семиповерховими, 0% - з вісьмома та більше поверхами.

## Автопарк
| \| Автомобілі, зареєстровані у місті, за призначенням \| Автомобілі, зареєстровані у місті, за призначенням \| Автомобілі, зареєстровані у місті, за призначенням \| \| Рік \| 2006 р. \| 2005 р. \| \| -------------------------------------------------- \| -------------------------------------------------- \| -------------------------------------------------- \| \| Приватні автомобілі \| 57,6% \| 54,7% \| \| Мотоцикли \| 5,1% \| 6% \| \| Вантажівки \| 33,1% \| 35,9% \| \| Трактори \| 0% \| 0% \| \| Автобуси та ін. \| 4,2% \| 3,4% \| \| Усього автомобілів \| 118 шт. \| 117 шт. \| |         |         |
| Автомобілі, зареєстровані у місті, за призначенням |         |         |
| Рік | 2006 р. | 2005 р. |
| Приватні автомобілі | 57,6%   | 54,7%   |
| Мотоцикли | 5,1%    | 6%      |
| Вантажівки | 33,1%   | 35,9%   |
| Трактори | 0%      | 0%      |
| Автобуси та ін. | 4,2%    | 3,4%    |
| Усього автомобілів | 118 шт. | 117 шт. |

## Вживання каталанської мови
У 2001 р. каталанську мову у місті розуміли 99,3% усього населення (у 1996 р. - 100%), вміли говорити нею 93,1% (у 1996 р. - 
95%), вміли читати 83,4% (у 1996 р. - 87,1%), вміли писати 42,1
% (у 1996 р. - 36%). Не розуміли каталанської мови 0,7%.

## Політичні уподобання
У виборах до Парламенту Каталонії у 2006 р. взяло участь 97 осіб (у 2003 р. - 116 осіб). Голоси за політичні сили розподілилися таким чином:
| \| Вибори до Парламенту Каталонії \| Вибори до Парламенту Каталонії \| Вибори до Парламенту Каталонії \| \| Рік \| 2006 р. \| 2003 р. \| \| -------------------------------------- \| ------------------------------ \| ------------------------------ \| \| Конвергенція та Єднання (CiU) \| 48,5% \| 45,7% \| \| Соціалістична партія Каталонії (PSC) \| 17,5% \| 22,4% \| \| Народна партія (PP) \| 1% \| 3,4% \| \| Ініціатива за зелену Каталонію (IC) \| 16,5% \| 5,2% \| \| Республіканська лівиця Каталонії (ERC) \| 16,5% \| 23,3% \| \| Громадянська партія (C's) \| 0% \| 0% \| \| Інші \| 0% \| 0% \| |         |         |
| Вибори до Парламенту Каталонії |         |         |
| Рік | 2006 р. | 2003 р. |
| Конвергенція та Єднання (CiU) | 48,5%   | 45,7%   |
| Соціалістична партія Каталонії (PSC) | 17,5%   | 22,4%   |
| Народна партія (PP) | 1%      | 3,4%    |
| Ініціатива за зелену Каталонію (IC) | 16,5%   | 5,2%    |
| Республіканська лівиця Каталонії (ERC) | 16,5%   | 23,3%   |
| Громадянська партія (C's) | 0%      | 0%      |
| Інші | 0%      | 0%      |